# Sajith Premadasa

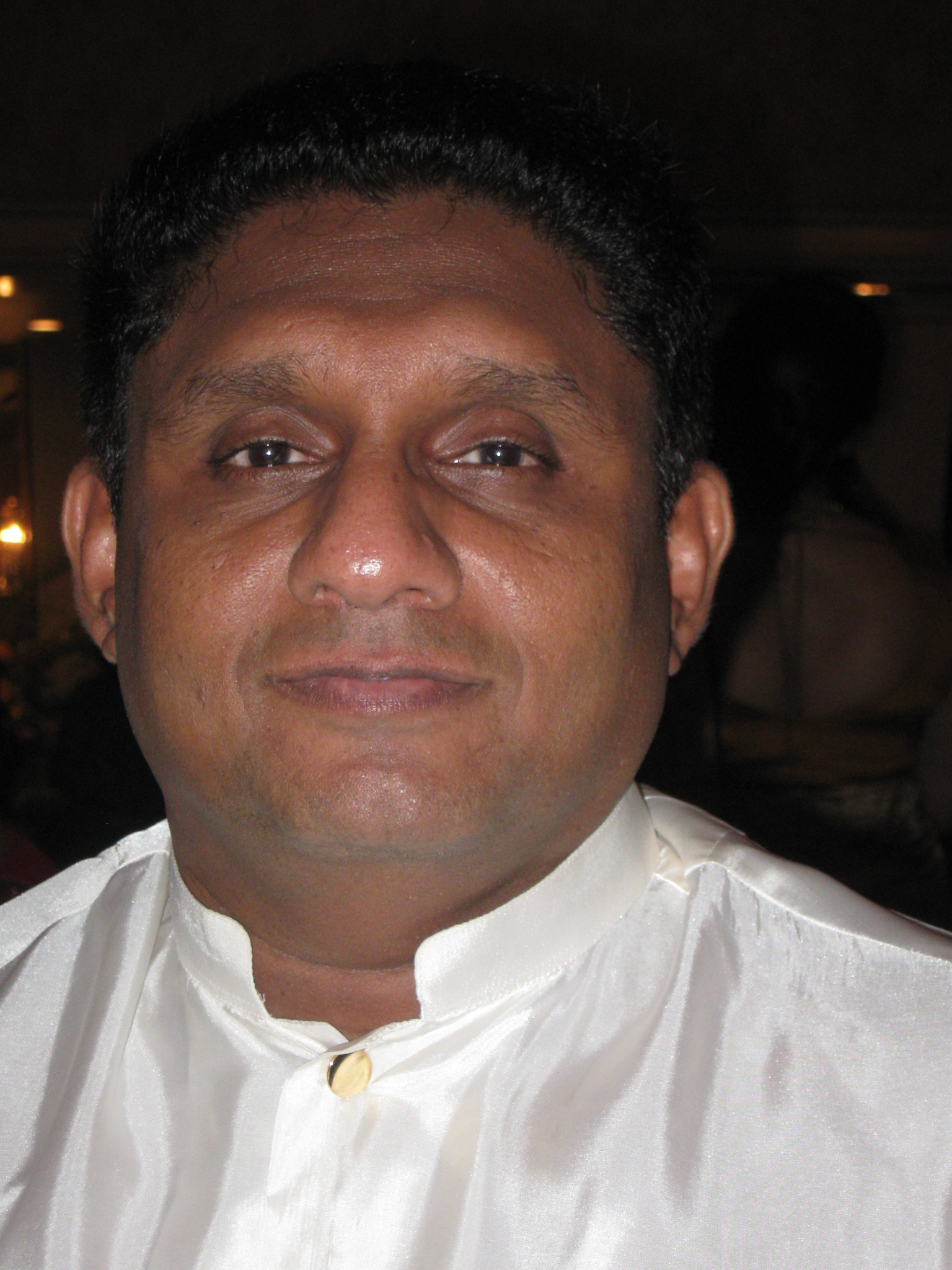
Sajith Premadasa (Mai 2011)

Sajith Premadasa (singhalesisch සජිත් ප්‍රේමදාස,Tamil சஜித் பிரேமதாச; * 12. Januar 1967 in Colombo, damals Ceylon, heute Sri Lanka) ist ein sri-lankischer Politiker ehemals der United National Party (UNP) und später der Samagi Jana Balawegaya (SJB). Er ist der Sohn des ehemaligen sri-lankischen Präsidenten Ranasinghe Premadasa.

## Biografie
Sajith Premadasa wurde als Sohn von Ranasinghe und Hema Premadasa in Colombo geboren. Zum Zeitpunkt seiner Geburt war sein Vater Ranasinghe Premadasa Parlamentsabgeordneter für die United National Party (UNP) für Colombo Central. Der Sohn besuchte die St. Thomas' Preparatory School und anschließend das Royal College in Colombo sowie die Mill Hill School in London. Danach studierte er an der London School of Economics, wo er 1991 den Grad eines Bachelor of Science (BSc) erhielt. Im Anschluss daran begann er ein Masterstudium in Öffentlichem Verwaltungswesen (Public Management) an der University of Maryland und absolvierte parallel ein Praktikum (internship) am Senat der Vereinigten Staaten bei Senator Larry Pressler (Rep., South Dakota). Während dieser Zeit erreichte ihn am 1. Mai 1993 die Nachricht von der Ermordung seines Vaters, der zu dieser Zeit das Präsidentenamt Sri Lankas bekleidete, durch einen Attentäter der LTTE. Daraufhin brach der Sohn das Studium und Praktikum ab und kehrte nach Sri Lanka zurück. Ab 1994 wurde er politisch aktiv, zunächst als Distrikt-Organisator der UNP im Distrikt Hambantota. Im selben Distrikt bzw. Wahlkreis wurde er bei der Parlamentswahl 2000 in das Parlament von Sri Lanka gewählt. Bei der Wahl erhielt er von allen 196 Wahlkreis-Abgeordneten prozentual die meisten Präferenzstimmen. Bei der Wahl im Folgejahr wurde er erneut gewählt und bekleidete in der UNP-Regierung von Premierminister Ranil Wickremesinghe ab 2001 das Amt eines stellvertretenden Gesundheitsministers. Auch bei den Wahlen 2004 und 2010 wurde Premadasa als UNP-Abgeordneter im Wahlkreis Habantonta gewählt, verblieb aber zusammen mit seiner Partei in der Opposition. Nach dem Gewinn der Parlamentswahl 2015 durch die UNP wurde Premadasa am 22. Januar 2015 Minister für Wohnungswesen, Bauwesen und kulturelle Angelegenheiten im Kabinett von Premierminister Ranil Wickremesinghe.
Seit dem 23. September 2014 war Premadasa stellvertretender Parteivorsitzender der UNP. Im Vorfeld der Präsidentschaftswahl 2019 in Sri Lanka meldete Sajith Premadasa frühzeitig seine Kandidatur an. Nachdem sein UNP-Mitbewerber Ranil Wickremesinghe am 25. September 2019 auf die Kandidatur verzichtet hatte, wurde Premadasa am 3. Oktober 2019 durch die UNP-Führungsgremien zum Präsidentschaftskandidaten der UNP gekürt. Bei der Wahl erhielt er knapp 42 % der Stimmen und unterlag damit deutlich seinem Kontrahenten Gotabaya Rajapaksa (SLPP).
Vor der anstehenden Parlamentswahl am 5. August 2020 entspann sich ein Machtkampf innerhalb der UNP zwischen Wickremesinghe und Premadasa, mit dem Ergebnis, dass sich die Anhänger Premadasas unter der Bezeichnung Samagi Jana Balawegaya (SJB) als eigene Partei von der UNP abspalteten. Premadasa wurde zum vorsitzenden der SJB gewählt.
Am 16. Mai 2023 nominierte die SJB Sajith Premadasa zum Präsidentschaftskandidaten bei der Wahl 2024.

## Kontroversen
Im Oktober 2013 berichtete der Colombo Telegraph, das Premadasa seinen BSc-Abschluss an der London School of Economics nur mit einem aegrotat erworben habe (also nicht die üblichen Abschlüsse honours 1st/2nd/3rd class, bzw. with honours, oder einfach pass). Dies bedeutete, dass Premadasa aufgrund Krankheit nicht die Abschlussprüfung absolviert hatte, aber den Grad aufgrund besonderer Umstände bzw. seiner bisherigen Leistungen durch die Hochschule zugesprochen bekommen hatte. Darauf angesprochen gab Premadasa an, dass er damals an Masern erkrankt gewesen sei und eine vorübergehende Lähmung der Beine gehabt habe.

## Privates
Premadasa heiratete am 23. Juli 1999 Jalani Daithya Jayawardena. Er ist Buddhist.